# Rizowatowo
Rizowatowo (ros. Ризоватово) – wieś (sieło) w Rosji, w obwodzie niżnonowogrodzkim, w rejonie poczinkowskim. W 2010 liczyła 585 mieszkańców.